# Stallkanalen

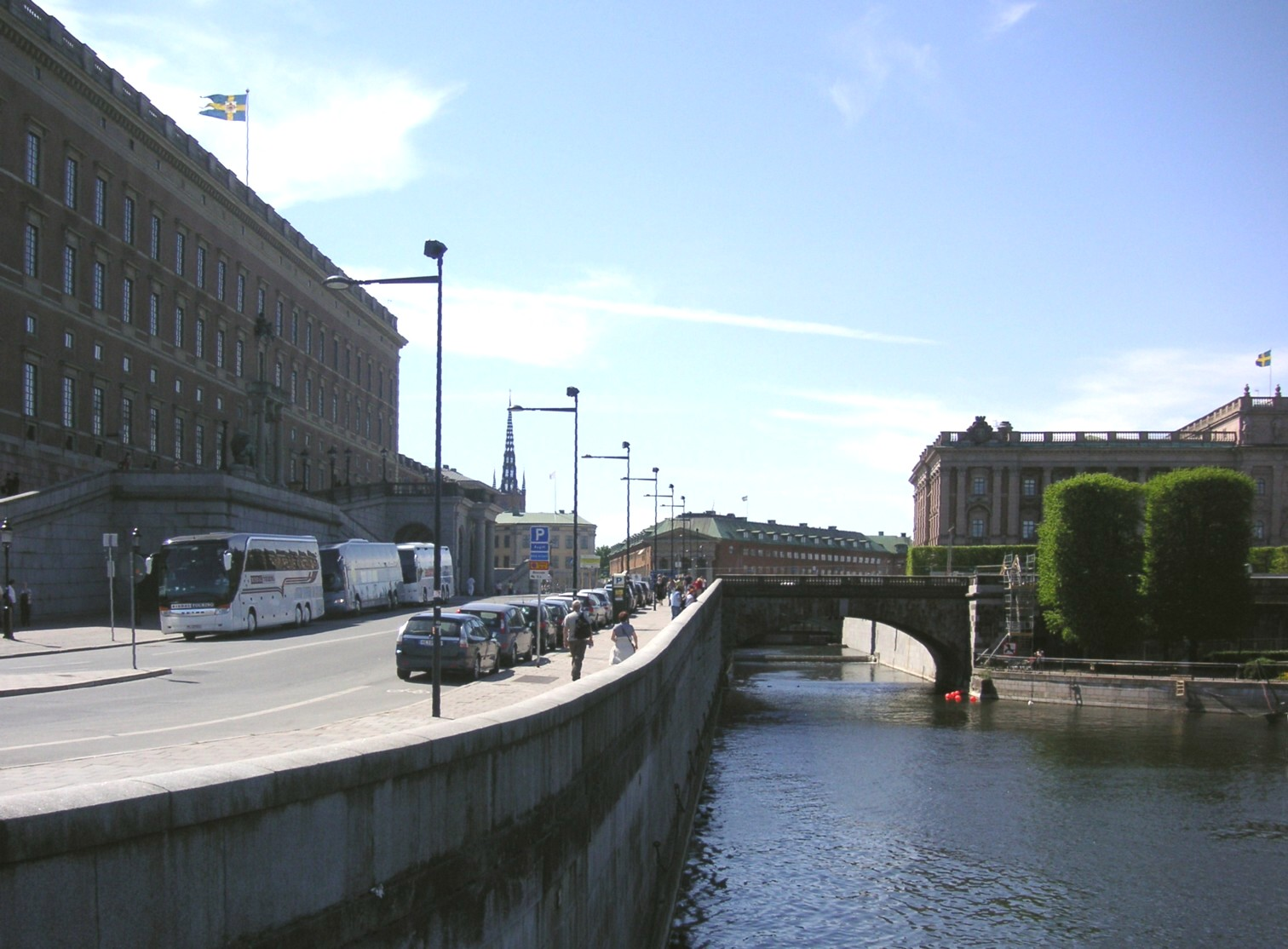
Stallkanalen österifrån med Slottskajen och södra valvet av Norrbro, maj 2008

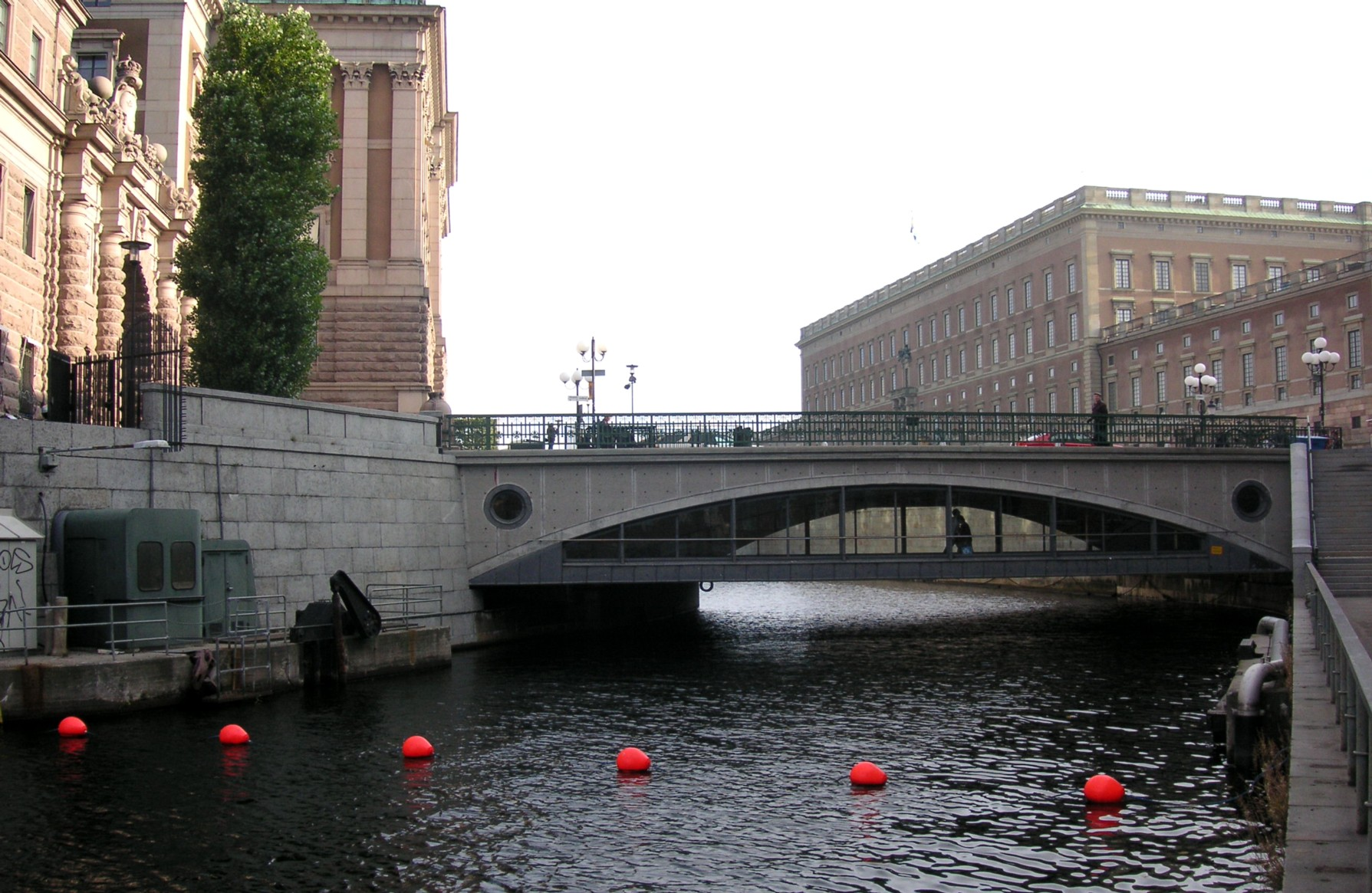
Stallkanalen från väster med Stallbron år 2007

Stallkanalen är den södra grenen av Norrström som ligger mellan Slottskajen i Gamla Stan och Helgeandsholmen i Stockholm.
Stallkanalen överbryggas av Stallbron och Norrbro och dessutom finns det under Stallbron en gångtunnel, den s.k. rännarbanan som förbinder riksdagshuset med ledamotsbyggnaden på Gamla Stan-sidan.
Vattenflödet genom Stallkanalen är vanligtvis kraftigt begränsat av en barriär väster om Stallbron varför vattenvägen inte uppfattas som en ström utan mer som en kanal. 